# Концертный зал «Карнавал»
Концертный зал «Карнавал» — здание в стиле советского модернизма. Расположен в Центральном районе Санкт-Петербурга, современный адрес дома — Невский проспект, 39д.
В 1970—1986 годах на территории Аничковой усадьбы был построен театрально-концертный зал «Карнавал» (архитекторы И. Б. Ноах, Н. Куликова). Необходимость постройки была вызвана отсутствием в Аничковом дворце, отданном для нужд Дворца пионеров, театрального зала. А. Гегелло и Д. Кричевский создали на территории кинозал, но он был рассчитан только на 250 человек, а с 1956 года во дворце существовал Театр юношеского творчества, задуманный Матвеем Дубровиным как педагогическая система на основе самоуправления. Дети-актёры должны были также работать в одном из цехов, подготавливающих спектакль (делать бутафорию, шить, освещать и так далее). Среди выпускников этого театра — Лев Додин и Сергей Соловьёв.
Директор учреждения Галина Чернякова сообщила в Горисполком о 10 000 занимающихся ежедневно детей и потребовала увеличить площади дворца за счёт выселения 1260 жильцов, а также бактериологической станции, банно-прачечного комбината и «почтового ящика» № 8. Она продемонстрировала дворец председателю Ленгорисполкома Александру Сизову, и тот согласился с тем, что надо решать проблемы тесноты и духоты. Часть проблем была решена реконструкцией Сервизного и Конюшенного корпусов, но в них не было места для театра. В 1968 году задачу вписать здание театра получила 13-я мастерская «Ленпроекта», в июне 1969 года секция архитектуры «ЛенНИИпроекта» обсуждала ряд вариантов; принципиальным требованием инженера дворца Николая Любушкина было не строить здание на окраинах, чтобы детям не было сложно до него добираться. Стоял выбор, сделать ли здание выше карниза Сервизного корпуса или заглубить зал на четыре метра, но рисковать повредить исторические здания при откачке грунтовых вод; решено было лишь отодвинуть здание как можно дальше от Невского проспекта. Обсуждался также контрастный окружению вид здания; Наталья Захарьина, Юрий Мачерет, Михаил Вильнер и Тевель Шапиро высказывались в разной степени против него, но Черняковой здание было необходимо, она получила поддержку Бориса Пиотровского, и на финальном заседании Ленгорсовета против «принятия решения по детям» возражали лишь два человека, проект был принят.
Под здание были снесены служебное здание Управления Октябрьской железной дороги, здание бывшей электростанции дворца, перестроенный дом лейб-кучера Байкова, Прачечный корпус и пятиэтажный жилой дом на Фонтанке.
К Фонтанке обращён отступающий от набережной фасад с тремя глубокими ложами, по проекту между ним и набережной должна была быть возведена ограда по образцу ограды между домами 31 и 33 (авторства Луиджи Руска), но на этом участке построили только центральную задуманную часть, трансформаторную подстанцию. Главный фасад выходит во двор Аничкова дворца, у него широкое крыльцо, над которым одна над другой выдвинуты асимметрично скошенные платформы, во время праздников используемые как трибуны для выступлений — на них ведёт спиральная лестница. По проекту они должны были быть пронизаны флагштоком, а на фасаде должны были быть объёмные золотистые вставки.
Под антаблементом равномерно расставлены столбы.
В здании размещены два театральных зала, на 772 и на 138 мест, а также репетиционные, мастерские, фойе, буфеты. Несущие стойки фойе облицованы белым мрамором, между ними вставлены стекольные переплёты из золотистого анодированного алюминия. Люстры фойе изготовлены в Армении. Зрительный зал отделан туфом.
Согласно Владимиру Лисовскому, архитектура здания обладает высоким качеством, но это не решает проблему его согласования с окружением. Согласно Светозару Заварихину, отсутствие стилистического диалога в данном случае скорее достоинство.